# Vern Rutsala
Vern Rutsala (5 de febrero de 1934 - 2 de abril de 2014) fue un poeta estadounidense. Nacido en McCall, Idaho, fue educado en el Reed College (BA) y el Taller de Escritores de Iowa (MFA). Enseñó Inglés y escritura creativa en la Lewis & Clark College en Portland, Oregon por más de cuarenta años, antes de retirarse en 2004. Él también enseñó durante períodos cortos en la Universidad de Minnesota, Bowling Green State University, Universidad de Redlands, y la Universidad de Idaho, y sirvió en el Ejército de Estados Unidos, 1956-1958. Murió en Oregon el 2 de abril de 2014.

## Libros
- The Window (1964)
- Small Songs: A Sequence, Stone Wall Press (1969)
- The Harmful State (1971)
- Laments (1975)
- The Journey Begins (1976)
- Paragraphs (1978)
- The New Life (1978)
- Walking Home from the Icehouse (1981)
- The Mystery of the Lost Shoes (1985)
- Backtracking (1985)
- Ruined Cities (1987)
- Selected Poems (1991)
- Little-known Sports (1994)
- The Moment's Equation (2004)
- A Handbook for Writers: New and Selected Prose Poems (2004)
- How We Spent Our Time (2006)

## Premios
- National Endowment for the Arts fellowships (1974, 1979)
- Northwest Poets Prize (1975)
- Guggenheim Fellowship (1982)
- Carolyn Kizer Poetry Prize (1988)
- Masters Fellowship from the Oregon Arts Commission (1990)
- Oregon Book Award (1992)
- Juniper Prize (1994)
- Richard Snyder Prize (2003)
- finalist, National Book Award for Poetry (2005)